# Cabells de Pelé

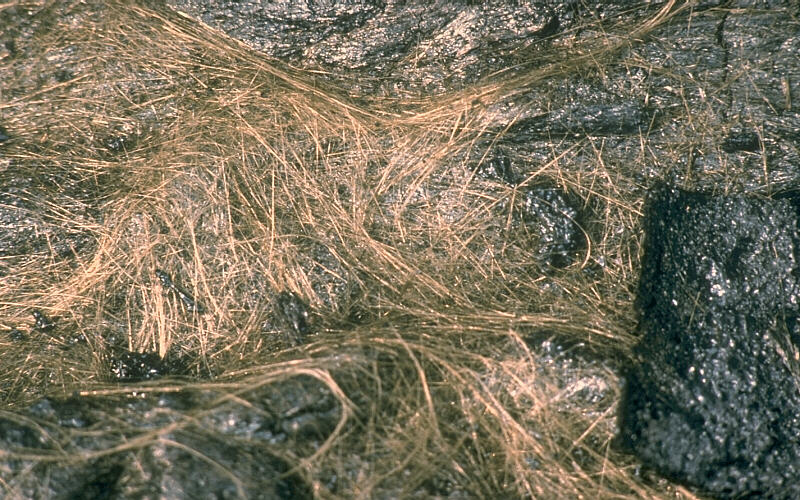
Cabells de Pelé observats el 27 de març de 1984 en una colada de lava tipus pahoehoe en el volcà Kīlauea, Hawaii.

Els cabells de Pelé són brins de vidre basàltic formats en fonts de lava, cascades de lava i colades de lava ràpides, durant les erupcions hawaianes. Un bri de menys de 0,5 mm de diàmetre pot arribar a mesurar fins a 2 metres de llargària. Els brins reben el nom de cabells de Pelé, en honor de la deessa dels volcans de la mitologia Hawaiana.